# Calepin
Pour les articles homonymes, voir Bloc-notes.
Cet article concerne le cahier. Pour l’accessoire d’armement, voir Calepin (arme).
« Carnet » redirige ici. Pour l'ancienne commune française, voir Carnet (Manche).
Un calepin, bloc-notes ou carnet est un petit cahier facilement transportable permettant à son possesseur de prendre en notes ses réflexions. En général, dans un bloc-notes, les feuilles sont prédécoupées de façon à être facilement détachables.
Le carnet Moleskine est un exemple de calepin, il s’en vend treize millions d’exemplaires annuellement dans les années 2010.

## Étymologie du mot françaiscalepin

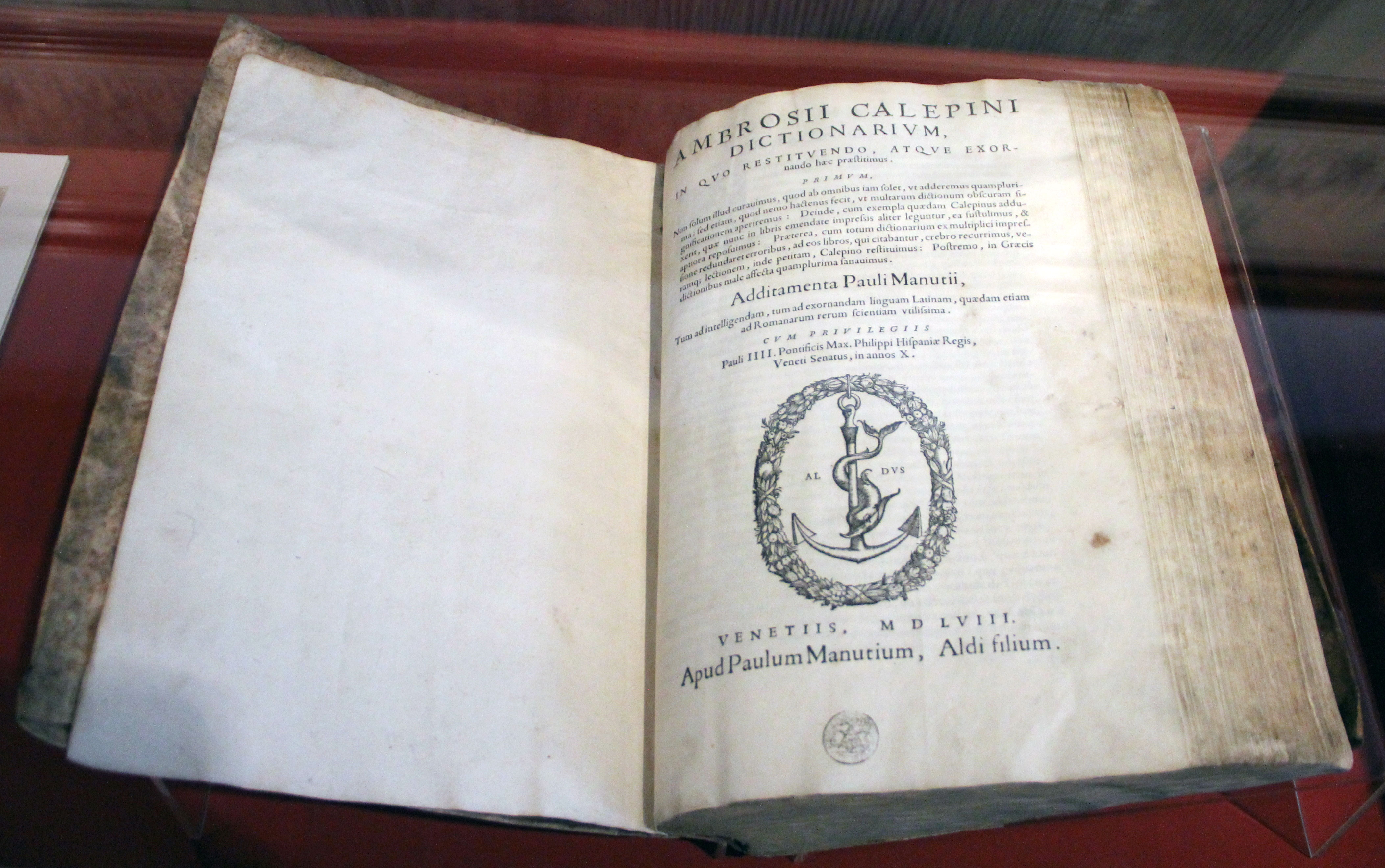
Dictionnaire de Calepin, 1558.

Le mot calepin est issu du nom d'un lexicographe italien, Ambrogio Calepino, auteur d'un dictionnaire en latin-italien publié pour la première fois en 1502, qui connut un grand succès en Europe dans des éditions multilingues. Jusqu'au XVIIe siècle, ce mot désignait en français un volumineux dictionnaire en plusieurs langues. Ce recueil constituait une référence naturelle (comme en témoigne son succès européen où plus de 200 éditions furent publiées) à une somme d'informations réunies en un énorme volume. Il était emmené lorsqu’on partait en voyage et était régulièrement annoté (d'où l'évolution progressive en carnet personnel). Le Calepin enregistrait 5 langues en 1545, 10 en 1588.
Progressivement, le calepin a perdu ses proportions volumineuses, et ses pages, désormais blanches, ne renfermaient plus que des notes manuscrites.

## Prise en main
Les papiers moulins, papiers chiffons sont aujourd'hui rares et onéreux. On trouve des papiers plus classiques dans de nombreuses marques venant de tous les continents.
Les bloc-notes permettent de détacher facilement les feuilles, via un prédécoupage. Les feuilles sont généralement, tenues par une partie agrafée, ou parfois en spirale, et l'autre partie peut-être. Les chéquiers (ou carnets de chèque) utilisent généralement ce principe. On peut citer les bloc-notes des marques françaises Rhodia (devenu Clairefontaine Rhodia, après son absorption par le groupe Clairefontaine), ou Oxford.
Le porte-bloc est une alternative, constitué d'une plaque, dont un des côtés comporte une pince permettant d'y coincer des feuilles volantes.

## Typologie des contenus
Un carnet peut contenir des notes particulières :
- carnet d'adresses, recensant des coordonnées,
- carnet d'ordres, recensant des ordres d’achat et de vente,
- carnet de santé, suivant l’évolution de la santé d’une personne.

Par extension, un carnet peut contenir autre chose que des notes, par exemple des croquis.
Un usage contemporain du calepin est le Bullet Journal, concept d’organiseur mis au point par Ryder Caroll au début des années 2010.

## Bloc-notes numérique

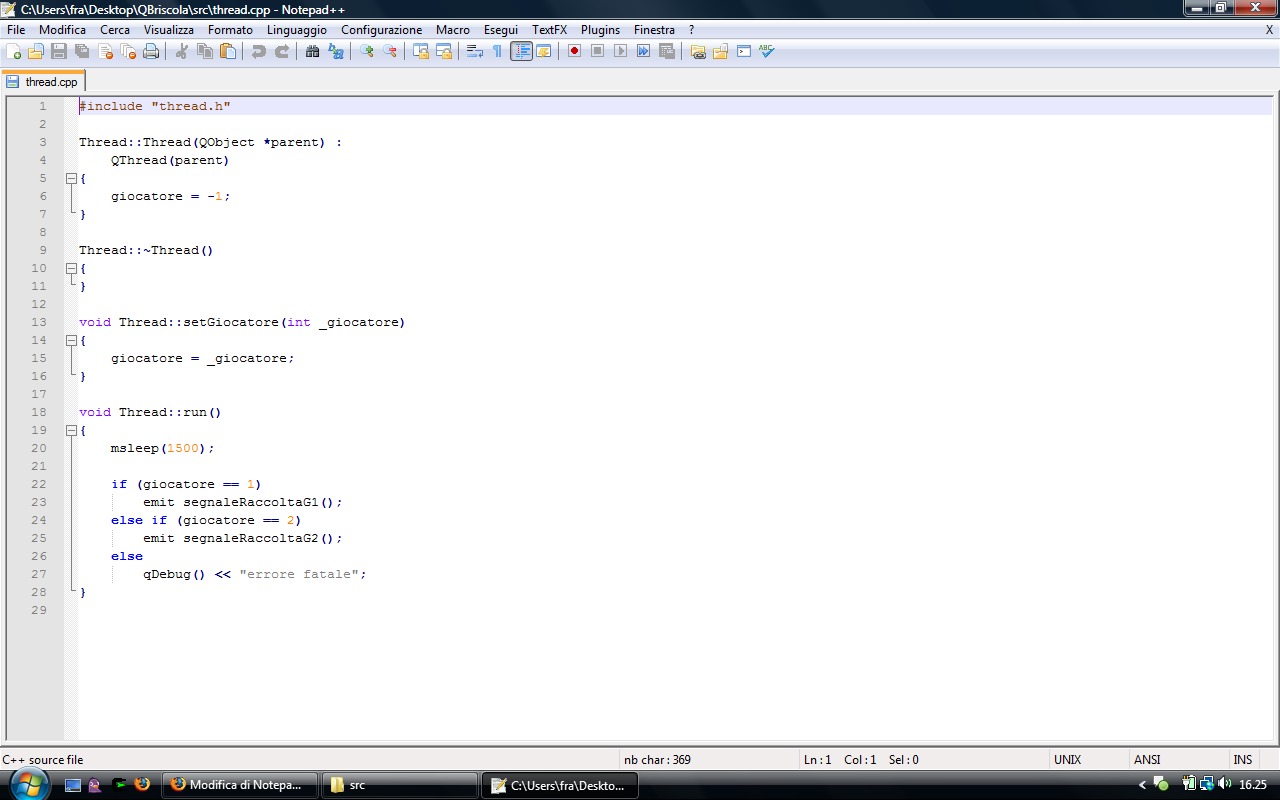
Notepad++ qui se veut une amélioration du Bloc-notes de Windows

L’analogie du bloc-notes est utilisée en informatique pour désigner les logiciels légers permettant de prendre des notes. En 1985, le système d’exploitation Windows intègre ainsi un éditeur de texte dénommé Bloc-notes. Il n'est pas le premier éditeur de texte graphique, mais le premier à porter ce nom. En 2003 sort la première version de Notepad++ qui veut « offrir une meilleure interface graphique » et « un Bloc-notes mieux personnalisable ».
Avec l’apparition des ordiphones, les blocs-notes numériques deviennent multimédias et synchronisés sur les différents appareils de l’utilisateur. Le premier de ces nouveaux bloc-notes numériques est Evernote, mais celui-ci est ensuite concurrencé par OneNote de Microsoft et Wunderlist.